# Volta a Castella i Lleó 2013
La Volta a Castella i Lleó 2013, 28a edició de la Volta a Castella i Lleó, es disputà entre el 12 i el 14 d'abril de 2013, sobre un total de 542 km, repartits entre tres etapes.
El vencedor final fou l'espanyol Rubén Plaza (Movistar Team) gràcies a la victòria aconseguida en l'etapa reina que li permeté obtenir un avantatge suficient per a obtenir el triomf. El van acompanyar al podi Francisco Mancebo (5 Hour Energy) i Francesco Lasca (Caja Rural-Seguros RGA). Lasca també guanyà la classificació de la regularitat.
En les classificacions secundàries Lluís Mas (Burgos BH-Castilla y León) es va imposar en la muntanya, Robinson Chalapud (Colombia) en la combinada i el Movistar Team en la classificació per equips.

## Equips
Setze equips van prendre part en aquesta edició, formant un gran grup de 126 ciclistes, amb 8 corredors cada equip, excepte el Novo Nordisk que va sortir amb 6 ciclistes.
- 2 UCI ProTeams: Movistar Team, Euskaltel–Euskadi ;
- 5 equips continentals professionals: Caja Rural-Seguros RGA, Colombia, Sojasun, Team Novo Nordisk i RusVelo ;
- 9 equips continentals: Burgos BH-Castilla y León, CyclingTeam de Rijke-Shanks, Efapel-Glassdrive, Euskadi, 5 Hour Energy, Lokosphinx, 472-Colombia, Optum presented by Kelly Benefit Strategies i SP Tableware;

## Etapes
| Etapa    | Data       | Recorregut                              | Km    | Vencedor d'etapa       | Líder de la general   |
| -------- | ---------- | --------------------------------------- | ----- | ---------------------- | --------------------- |
| 1a etapa | 12 d'abril | Arévalo - Valladolid                    | 194,8 | Pablo Urtasun (POR)    | Pablo Urtasun (POR)   |
| 2a etapa | 13 d'abril | Urueña - Palència                       | 164,1 | Juan José Lobato (ESP) | Francesco Lasca (ITA) |
| 3a etapa | 14 d'abril | Aguilar de Campoo - Cervera de Pisuerga | 183,1 | Rubén Plaza (ESP)      | Rubén Plaza (ESP)     |

## Classificacions finals

### Classificació general
|    | Ciclista                 | Equip                  | Temps       |
| -- | ------------------------ | ---------------------- | ----------- |
| 1  | Rubén Plaza (ESP)        | Movistar Team          | 12h 35' 03" |
| 2  | Francisco Mancebo (ESP)  | 5 Hour Energy          | + 06"       |
| 3  | Francesco Lasca (ITA)    | Caja Rural-Seguros RGA | + 09"       |
| 4  | Pablo Urtasun (ESP)      | Euskaltel–Euskadi      | + 11"       |
| 5  | Carlos Barbero (ESP)     | Euskadi                | + 13"       |
| 6  | José Joaquín Rojas (ESP) | Movistar Team          | + 21"       |
| 7  | Ievgueni Xalúnov (RUS)   | Lokosphinx             | + 21"       |
| 8  | Fabrice Jeandesboz (FRA) | Sojasun                | + 21"       |
| 9  | Amets Txurruka (ESP)     | Caja Rural-Seguros RGA | + 21"       |
| 10 | Serguei Firsànov (RUS)   | RusVelo                | + 21"       |

### Altres classificacions
- Classificació per punts. Francesco Lasca (Caja Rural-Seguros RGA)
- Classificació de la muntanya. Lluís Mas (Burgos BH-Castilla y León)
- Classificació de la combinada. Robinson Chalapud (Colombia)
- Classificació per equips. Movistar Team